# Те-Вудлендс
Те-Вудлендс (англ. The Woodlands) — статистически обособленная местность, расположенная в 45 километрах на северо-запад от Хьюстона. Принадлежит к округам Монтгомери и Харрис. Находится на расстоянии 100 км от побережья Мексиканского залива. Считается[кем?] одним из самых престижных и благоустроенных населённых пунктов штата Техас. В 1974 году в посёлке проживало лишь 125 человек, однако благодаря быстрому развитию население за 36 лет увеличилось почти до 93 000 человек. Самое высокое здание — Anadarko tower высотой 439 футов (133,81 м) с 32 этажами. Это здание принадлежит нефтяной компании Anadarko.

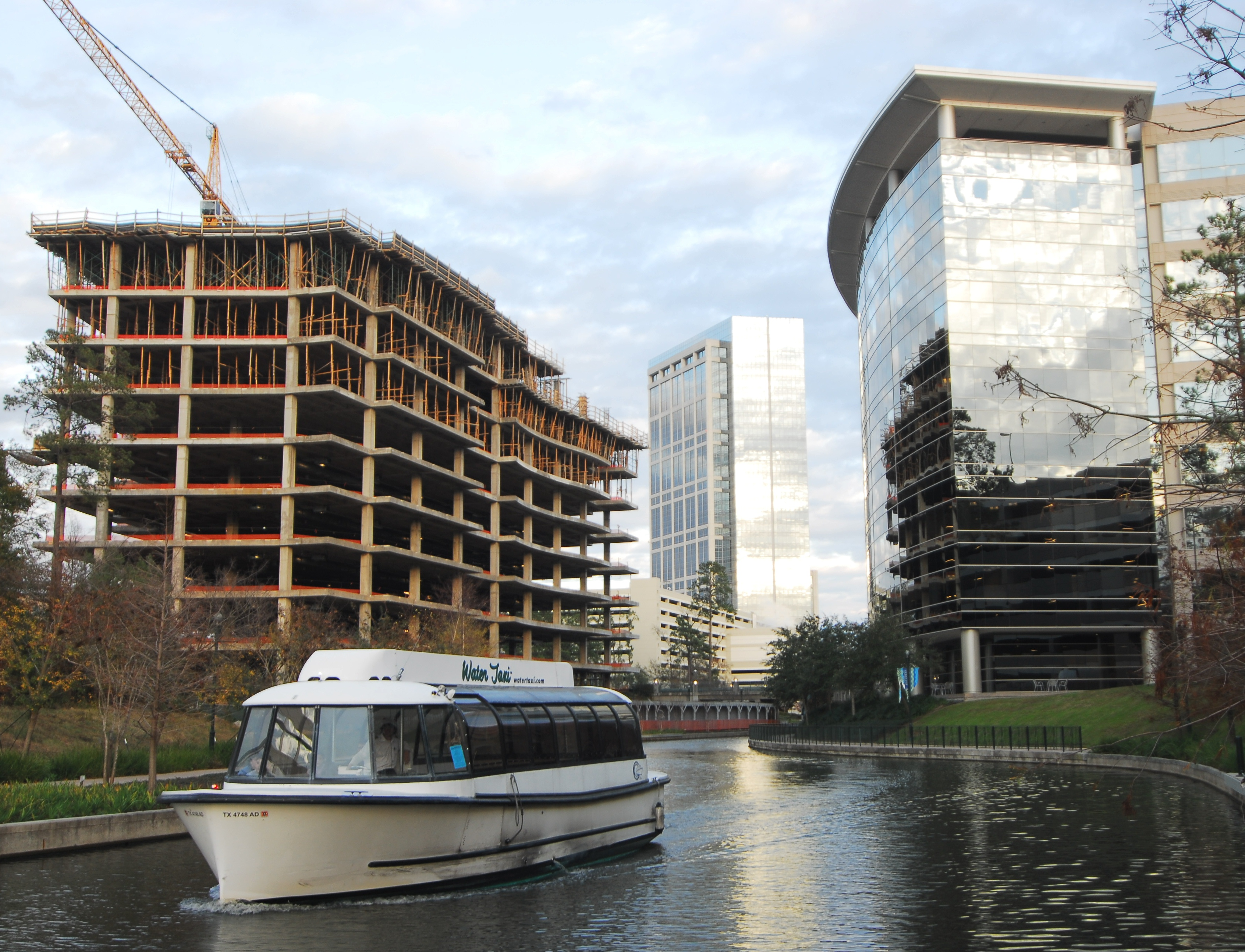
Те-Вудлендский канал

## История Те-Вудлендса
Те-Вудлендс был основан Джорджем Митчеллом (George P. Mitchell) в 1974 году, учредившим для этого The Woodlands Corporation, как филиал его компании Mitchell Energy & Development. Населённый пункт изначально проектировался в качестве образца комфортабельного и экологически чистого городского поселения современного типа. The Woodlands Corporation была выкуплена 31 июля 1997 года союзом партнёров Morgan Stanley и Crescent Real Estate Equities.
Те-Вудлендс быстро прогрессировал и многие фирмы переносят сюда свои офисы и жилые зоны. В развитии города принимали участие такие компании, как Huntsman, Anadarko, Hewitt Associates, Lexicon Pharmaceuticals, Mærsk Sealand, Chicago Bridge & Iron и Woodforest National Bank.
13 сентября 2008 года над городом промчался ураган Айк (Ike), скорость ветра которого достигала 130 км/ч (85 миль/ч). Ураган нанёс значительный ущерб. Те-Вудлендс не терпел стихийных бедствий с 1983 года, когда над городом пронесся ураган Алисиа (Alicia).

## Экономика Те-Вудлендса

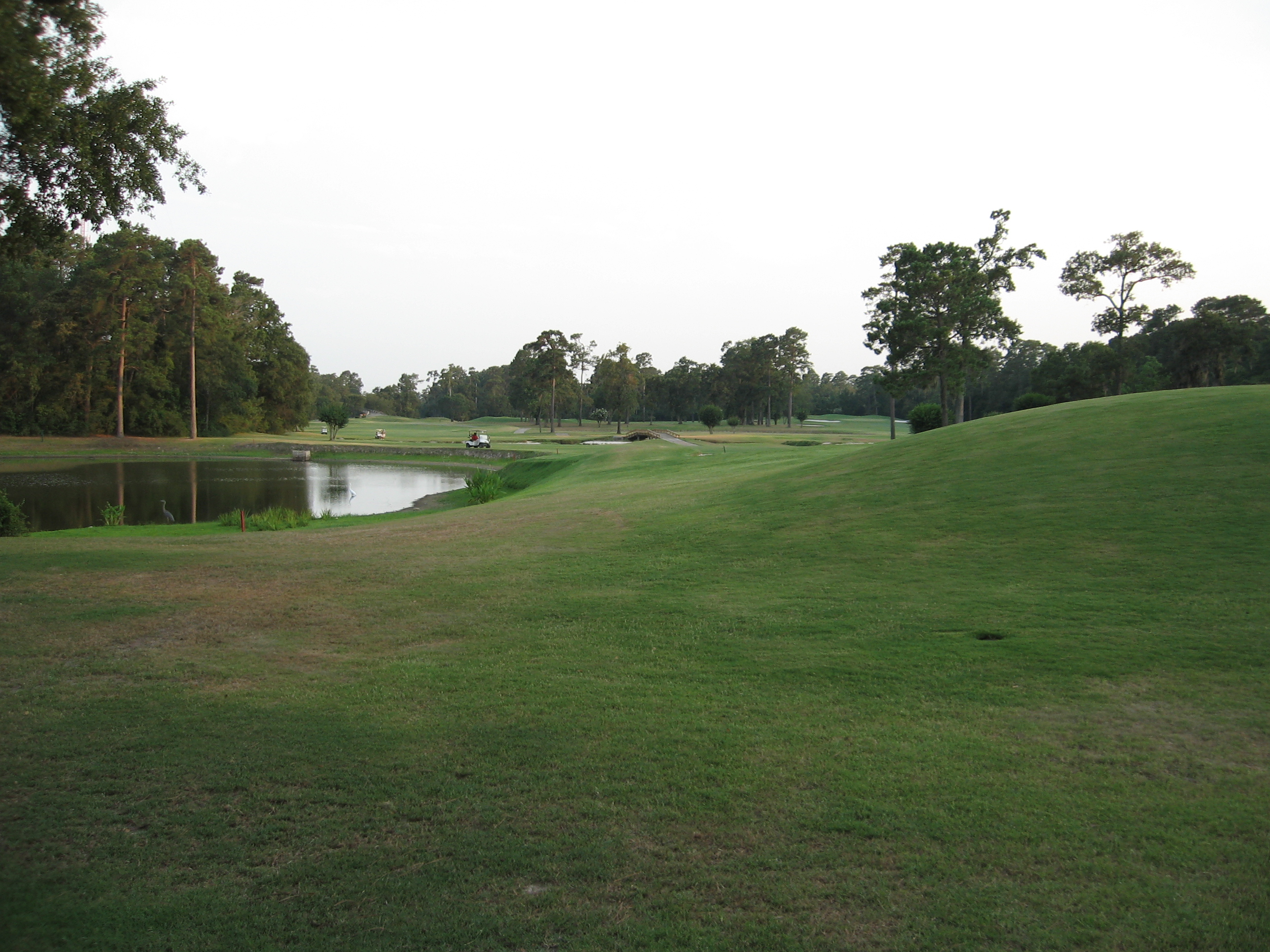
Поле для гольфа

К 2000 году из всех офисных зон, которые создавались в пределах агломерации Хьюстона, примерно одна треть располагались в Те-Вудлендсе, включая и Всемирный административный офис Chicago Bridge & Iron. В 2010 году компания ExxonMobil рассматривала проект строительства своего городка к югу от Те-Вудлендса. Это комплекс из примерно 20 жилых зданий для работников фирмы, офисы которой расположены в Хьюстоне и Далласе.

## Культура и развлечения Те-Вудлендса
В городе непрерывно растёт количество мест развлечений. Там находятся амфитеатр, два кинотеатра, примерно 150 ресторанов. В центре города находится поющий фонтан, который привлекает множество жителей и приезжих. Имеется водное такси, которое плавает по каналу от Даунтауна Те-Вудлендса и до самого озера. Вдоль главных дорог обустроены тротуары для пешеходов и дорожки для велосипедистов, освещающиеся вечером и ночью. В самом большом магазине Те-Вудлендса, в Моле (Mall), находятся карусели для детей, многочисленные рестораны, кафе и небольшой кинотеатр. Во всём городе огромное разнообразие магазинов.

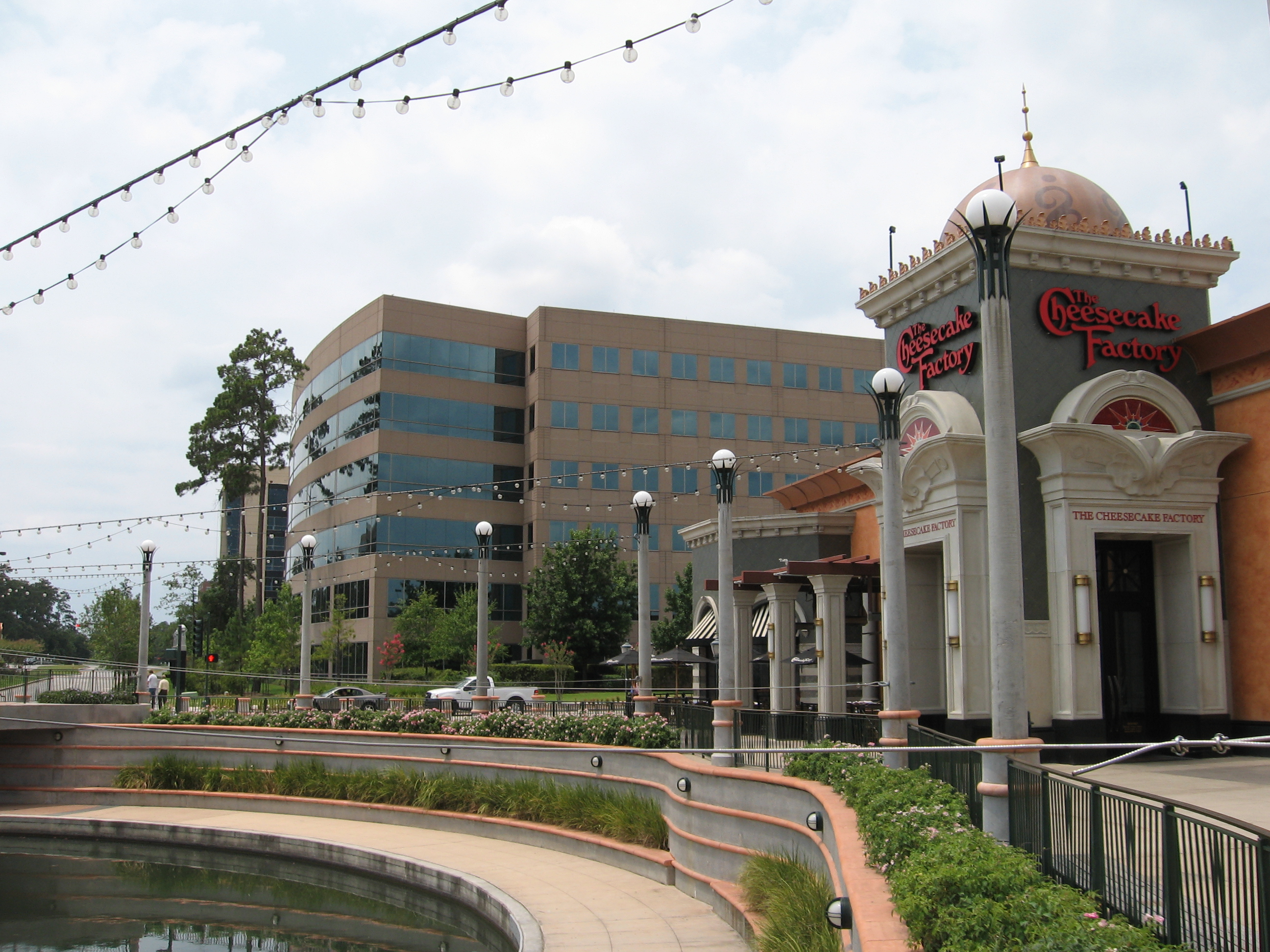
Центр города

## Районы и окрестности Те-Вудлендса

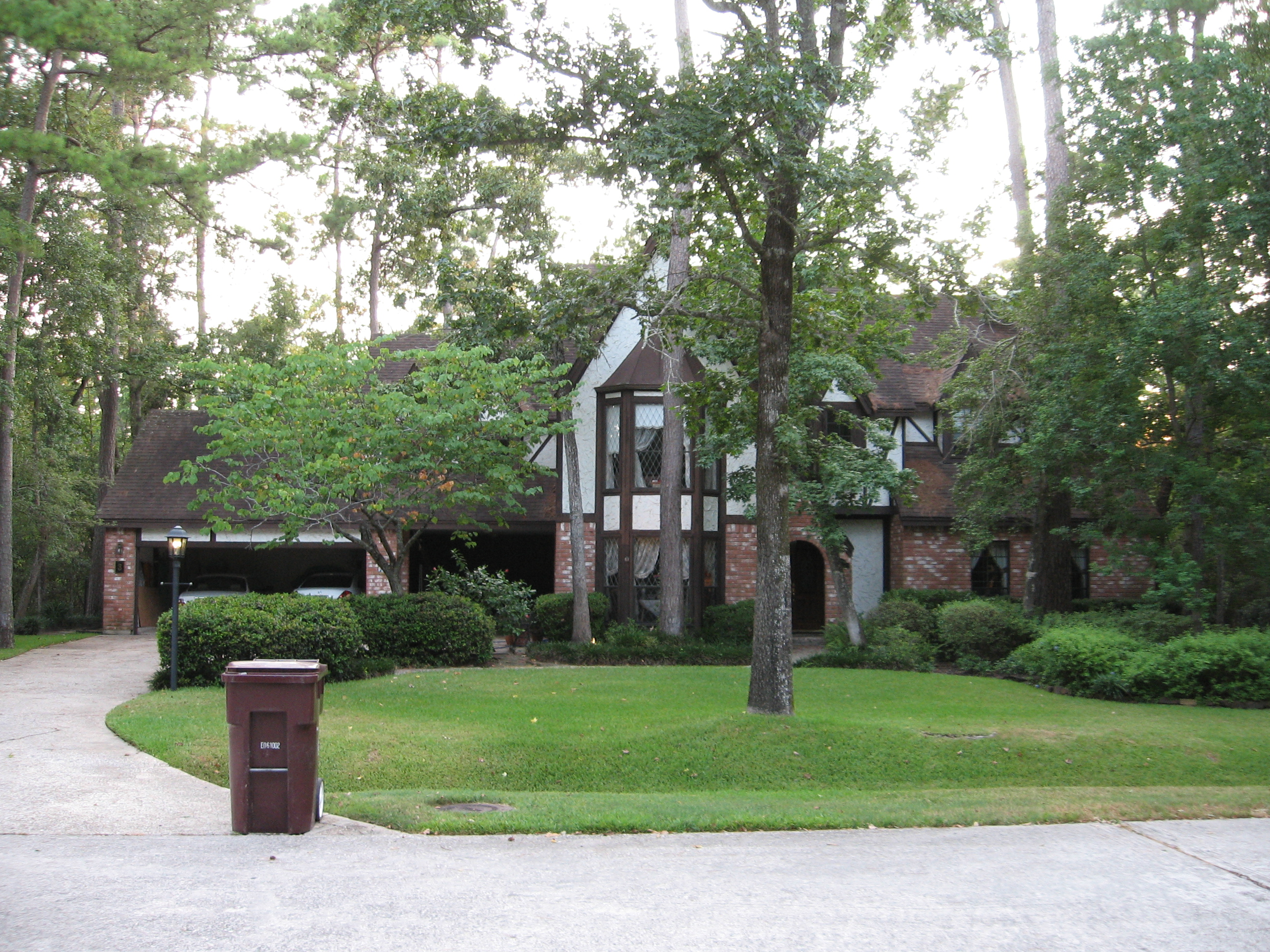
Жилой дом Те-Вудлендса

- Village of Alden Bridge: расположен на северо-западе Те-Вудлендса. Граничит с FM 2978 и FM 1488 на западе. Принадлежит к Jones State Forest. Был открыт в 1993 году.
- Village of Cochran’s Crossing: в нём находится The Woodlands High School. Назван в честь Grogan-Cochran Lumber Mill. Был открыт в 1983 году.
- Village of College Park: локация колледжа Монтгомери. Этот район включает в себя область вокруг Техаского 242 шоссе, а также Harper’s Landing к востоку от автомагистрали I-45. Открыт в 1995 году.
- Village of Creekside Park: самый новый район Те-Вудлендса. Развивается с помощью The Woodlands Development Company. Тут планируется построить 5,516 частных домов, 541 дом для людей возрастом более 55 лет, 738 много-семейных резиденций, и 298 домов для клиентов. Был открыт в 2007 году.
- Village of Grogan’s Mill: самый первый район Те-Вудлендса. Находится возле центра Вудлендса. Открыт в 1974 году.
- Village of Indian Springs: наименьший из районов, находится на сеевере от Spring Creek. Назван в честь археологических находок, связанных с индейцами. Открыт в 1984 году.
- Village of Panther Creek: второй район Те-Вудлендса. Находится на западе от Lake Woodlands. Открыт в 1976 году.
- Village of Sterling Ridge: месторасположение The Woodlands High School Ninth Grade Campus. Состояли, как общество Carlton Woods. Были отдельной деревней, до основания Те-Вудлендса. Открыт в 2000 году.
- Town Center: прежде всего коммерческий район. В нём находится Market Street, The Waterway District, The Woodlands Mall, и The Cynthia Woods Mitchell Pavilion. Там расположены различные отели такие, как Marriott, а также центр, известный как «Metro Center».

## География Те-Вудлендса
Ландшафт представлен холмистым рельефом и узкими равнинами. Общая площадь Те-Вудлендса — 61,8 км², из которых 60,6 км² — суша и 1,2 км² (1,97 %) водная поверхность. Город развивается в лесистой местности и принимаются все усилия к тому, чтобы уничтожать как можно меньше естественной растительности.